# Pat Coombs
Pour les articles homonymes, voir Coombs.
Pat Coombs (née le 27 août 1926 à Camberwell (Royaume-Uni) et morte le 25 mai 2002 à Northwood (Royaume-Uni)) est une actrice anglaise.

## Filmographie
- 1959 : Follow a Star : Simpering Girl in Theatre
- 1963 : Norman Wisdom, brancardier (A Stitch in Time) : Nurse
- 1963 : Underworld Knights (téléfilm) : Café Server
- 1965 : The Roy Castle Show (série télévisée)
- 1965 : Barney Is My Darling (série télévisée) : Mrs Hobbitt
- 1966 : Beggar My Neighbour (série télévisée) : Lana Butt
- 1967 : To Lucifer, a Son (téléfilm) : First woman
- 1967 : Carry on Doctor : Anxious Patient
- 1968 : Cry Wolf : Mrs. Blades
- 1969 : Till Death Us Do Part
- 1969 : Wild, Wild Women (série télévisée) : Daisy
- 1969 : Don't Dilly Dally on the Way (téléfilm) : Mrs. Croucher
- 1969 : The Making of Peregrine (téléfilm) : Minerva Mold
- 1969 : Carry on Again Doctor : New Matron
- 1970 : Cucumber Castle (téléfilm) : Nurse Sarah Charles Bottom
- 1971 : Charlie et la Chocolaterie (Willy Wonka & the Chocolate Factory) de Mel Stuart : Henrietta Salt
- 1971 : Dad's Army : Mrs Hall
- 1971 : Lollipop Loves Mr Mole (série télévisée) : Violet Robinson
- 1971 : On the Buses : Vera
- 1972 : Adolf Hitler - My Part in His Downfall : Mrs. Milligan
- 1972 : Ooh, You Are Awful : Libby Niven
- 1972 : The Reg Varney Revue (série télévisée)
- 1963 : The Dick Emery Show (série télévisée) : (Series 10-12) (1972-1974)
- 1973 : Reg Varney (série télévisée) : Various Characters
- 1974 : Don't Drink the Water (série télévisée) : Dorothy Blake
- 1975 : Hogg's Back (série télévisée) : Mrs. Mac (Series 2) (1976)
- 1977 : You're Only Young Twice (série télévisée) : Cissie Lupin
- 1983 : Lady Is a Tramp (série télévisée) : Lanky Pat
- 1985 : Bleak House (feuilleton TV) : Mrs. Guppy
- 1986 : Ragdolly Anna (série télévisée) : Dress Maker / Narrator
- 1988 : Mr. Majeika : Miss Flavia Jelley (Seasons 1 and 2)
- 1991 : Roy's Raiders (série télévisée) : Jessie